# Червени Камењ
Червени Камењ (слч. Červený Kameň) насељено је мјесто са административним статусом сеоске општине (слч. obec) у округу Илава, у Тренчинском крају, Словачка Република.

## Становништво
| Година:    | 1994. | 2004.   | 2014.   | 2024.   |
| ---------- | ----- | ------- | ------- | ------- |
| Број људи: | 807   | 757     | 689     | 639     |
| Разлика:   |       | -6,19 % | -8,98 % | -7,25 % |

| Година:    | 2023. | 2024.   |
| ---------- | ----- | ------- |
| Број људи: | 637   | 639     |
| Разлика:   |       | +0,31 % |

Према подацима о броју становника из 2024. године насеље је имало 639 становника.